# Костянтинівська селищна рада (Арбузинський район)
Костянти́нівська се́лищна ра́да — орган місцевого самоврядування в Арбузинському районі Миколаївської області. Адміністративний центр — селище міського типу Костянтинівка.

## Загальні відомості
- Населення ради: 3 074 особи (станом на 2001 рік)
- Територією ради протікає річка Південний Буг.

## Населені пункти
Селищній раді підпорядковані населені пункти:
- смт Костянтинівка
- с. Бузьке

## Склад ради
Рада складається з 20 депутатів та голови.
- Голова ради: Коляда Микола Володимирович
- Секретар ради: Задорожнюк Олена Миколаївна

### Керівний склад попередніх скликань
| ПІБ                         | Основні відомості                                                                                 | Дата обрання | Дата звільнення |
| --------------------------- | ------------------------------------------------------------------------------------------------- | ------------ | --------------- |
| Коляда Микола Володимирович | Селищний голова, 1957 року народження, освіта вища, член Всеукраїнського об'єднання «Батьківщина» | 26.03.2006   | 31.10.2010      |
| Коляда Микола Володимирович | Селищний голова, 1957 року народження, освіта вища, член Партії регіонів                          | 31.10.2010   |                 |

Примітка: таблиця складена за даними джерела

### Депутати
За результатами місцевих виборів 2010 року депутатами ради стали:

#### За суб'єктами висування
| Суб'єкт висування                 | Кількість обраних депутатів | %  |
| --------------------------------- | --------------------------- | -- |
| Партія регіонів                   | 18                          | 90 |
| Політична партія «Сильна Україна» | 2                           | 10 |

#### За округами
| № округу                          | Прізвище, ім'я, по батькові     | Дата визнання обраним | Освіта                    | Партійна приналежність                  | Відомості про обраного депутата                             |
| --------------------------------- | ------------------------------- | --------------------- | ------------------------- | --------------------------------------- | ----------------------------------------------------------- |
| Партія регіонів                   |                                 |                       |                           |                                         |                                                             |
| 2                                 | Орловський Володимир Вікторович | 01.11.2010            | Освіта вища               | член Партії регіонів                    | Гаражний кооператив «Енергетик», директор                   |
| 3                                 | Тодосенко Олег Олександрович    | 01.11.2010            | Освіта вища               | член Партії регіонів                    | приватний підприємець, директор                             |
| 5                                 | Рибак Людмила Олексіївна        | 01.11.2010            | Освіта вища               | член Партії регіонів                    | ВАТ «Миколаївобленерго», контролер                          |
| 6                                 | Баташан Борис Іванович          | 01.11.2010            | Освіта середня            | член Партії регіонів                    | приватний підприємець, директор                             |
| 7                                 | Кісаделі Світлана Миколаївна    | 01.11.2010            | Освіта вища               | член Партії регіонів                    | Костянтинівська селищна рада, землевпорядник                |
| 8                                 | Федоренко Марина Олександрівна  | 01.11.2010            | Освіта вища               | член Партії регіонів                    | ВАТ «Миколаївобленерго», медична сестра                     |
| 9                                 | Булацевський Ігор Леонідович    | 07.11.2010            | Освіта вища               | член Партії регіонів                    | Арбузинська ВК № 83, заступник начальника                   |
| 10                                | Бінюк Валентина Адамівна        | 01.11.2010            | Освіта вища               | член Партії регіонів                    | Костянтинівська селищна рада, інспектор                     |
| 11                                | Костаньян Тетяна Андріївна      | 01.11.2010            | Освіта середня            | член Партії регіонів                    | Костянтинівська селищна рада, касир                         |
| 12                                | Піскун Аксенія Георгіївна       | 01.11.2010            | Освіта середня            | член Партії регіонів                    | Костянтинівська селищна лікарня амбулаторія, медична сестра |
| 13                                | Хлопонін Петро Терентійович     | 01.11.2010            | Освіта вища               | член Партії регіонів                    | пенсіонер                                                   |
| 14                                | Смолик Надія Олексіївна         | 01.11.2010            | Освіта вища               | член Партії регіонів                    | Костянтинівська селищна рада, заступник голови              |
| 15                                | Баташан Галина Миколаївна       | 01.11.2010            | Освіта вища               | член Партії регіонів                    | приватний підприємець, директор                             |
| 16                                | Задорожнюк Олена Миколаївна     | 01.11.2010            | Освіта вища               | член Партії регіонів                    | Костянтинівська селищна рада, секретар                      |
| 17                                | Тарасенко Леонід Іванович       | 01.11.2010            | Освіта вища               | член Партії регіонів                    | Авторемонтсервіс, слюсар                                    |
| 18                                | Волкова Ольга Миколаївна        | 01.11.2010            | Освіта вища               | член Партії регіонів                    | Костянтинівська загальноосвітня школа, вчитель              |
| 19                                | Демуз Олександр Миколайович     | 07.11.2010            | Освіта середня спеціальна | член Партії регіонів                    | ВАТ «Миколаївобленерго», електромонтер                      |
| 20                                | Воробйов Сергій Вікторович      | 01.11.2010            | Освіта вища               | член Партії регіонів                    | Арбузинська ВК № 83, начальник                              |
| Політична партія «Сильна Україна» |                                 |                       |                           |                                         |                                                             |
| 1                                 | Єлаш Микола Григорович          | 01.11.2010            | Освіта вища               | член Політичної партії «Сильна Україна» | Миколаївська держрибохорона, дільничний інспектор           |
| 4                                 | Цуркан Тетяна Борисівна         | 01.11.2010            | Освіта вища               | член Політичної партії «Сильна Україна» | Садове товариство «Ташлик», бухгалтер                       |